# Laurie Metcalf
Laurie Metcalf (Laura Elizabeth Metcalf, Carbondale, 16 de junho de 1955) é uma atriz norte-americana, conhecida pelo seu papel como Jackie Harris na premiada série de televisão da ABC Roseanne entre 1988 e 1997. 
Metcalf frequentou a Universidade Estadual de Illinois, onde obteve seu bacharelado em teatro em 1977. Em sua turma estavam os inconfundíveis talentos de John Malkovich, Glenne Headly e Joan Allen. Laurie começou a atuar na Steppenwolf Theatre Company. Sua carreira de atriz no cinema e na televisão começou com um papel menor e não credenciado na Cerimônia de Casamento de Robert Altman (1978). Em 1988, Laurie encontrou seu papel mais memorável e bem sucedido até à data, Jacqueline "Jackie" Harris na série de televisão Roseanne (1988). Por sua performance na série, ela foi nomeada para dois Globos de Ouro e ganhou três prêmios Emmy. Também aparece esporadicamente na sitcom Big Bang Theory como Mary Cooper, mãe de Sheldon Cooper.